# Никюп
Никю́п (болг. Никюп) — село у Великотирновській області Болгарії. Входить до складу общини Велико-Тирново.

## Населення
За даними перепису населення 2011 року у селі проживали 365 осіб.
Національний склад населення села:
| Національність   | Кількість осіб | Відсоток |
| ---------------- | -------------- | -------- |
| болгари          | 307            | 90,3%    |
| турки            | 25             | 7,4%     |
| цигани           | 0              | 0%       |
| інша             | 7              | 2,1%     |
| Всього відповіли | 340            |          |

Розподіл населення за віком у 2011 році:
Динаміка населення: